# ماراتن اسپورتس
ماراتن اسپورتس (انگلیسی: Marathon Sports) شرکت تجهیزات ورزشی و پوشاک اکوادوری است، که در سال ۱۹۸۱ توسط رودریگو ریوادنیرا تأسیس شد.
ماراتون اسپورتس یک شرکت تولید تجهیزات ورزشی اکوادوری است که دفتر مرکزی آن در کیتو قرار دارد. این شرکت لباس ورزشی، عمدتاً لباس‌های فوتبال، را برای تیم‌های ورزشی و ورزشکاران تولید و توزیع می‌کند. ماراتون علاوه بر محصولات خود، برندهای جهانی پوشاک و لوازم جانبی مانند آدیداس، نایک، پوما، دیادورا، ویلسون و جوما را وارد، توزیع و به بازار عرضه می‌کند. در حال حاضر ۸۸ فروشگاه متعلق به ماراتون اسپورتس در اکوادور وجود دارد.